# لیشنا (شهرستان لسکو)
لیشنا (به لاتین: Liszna) یک روستا در لهستان است که در گمینا چیسنا واقع شده‌است. لیشنا ۱۱۰ نفر جمعیت دارد.